# Peyrissas
 Peyrissas  là một xã thuộc tỉnh Haute-Garonne trong vùng Occitanie tây nam nước Pháp. Xã này nằm ở khu vực có độ cao trung bình 325 mét trên mực nước biển.